# Национал-консерватизм
Национал-консервати́зм (также известный как национальный консерватизм, националистический консерватизм или консервативный национализм) — политический термин, используемый для описания разновидности консерватизма, концентрирующегося в большей степени на национальных интересах и, как правило, имеющего традиционные социальные и этические взгляды. В европейском контексте более склонен к евроскептицизму, чем стандартный консерватизм, не поддерживающий открыто националистический или ультраправый подход. Многие национал-консерваторы являются социальными консерваторами и выступают за ограничение иммиграции в Европу.

## Национал-консервативные партии и движения
- — Австрийская партия свободы;
- — Фидес — Венгерский гражданский союз[3][4];
- — ВМРО — Болгарское национальное движение;
- — СДС;
- — Возрождение;
- — Народный православный призыв[5], Независимые греки;
- — Датская народная партия[6];
- — Альтернатива для Германии;
- — Лига Севера;
- — Братья Италии;
- — Национальное объединение «Всё для Латвии!» — «Отечеству и свободе/ДННЛ»;
- — Порядок и справедливость[7][8];
- — ВМРО — Народная партия;
- — Панамистская партия;
- — Право и справедливость[9][10];
- — Демократическая юнионистская партия[11], Традиционный юнионисткий голос[11], Партия независимости Соединённого Королевства;
- — Демократическая партия Сербии[12], Новая Сербия[13][14];
- — Народная партия — Движение за демократическую Словакию[15][16];
- — Свобода;
- — Истинные финны[17][18];
- — Национальное объединение, Движение за Францию[19];
- — Шведские демократы[20][21];
- — Швейцарская народная партия[22][23];
- — Партия прогресса;
- — Российский общенародный союз;

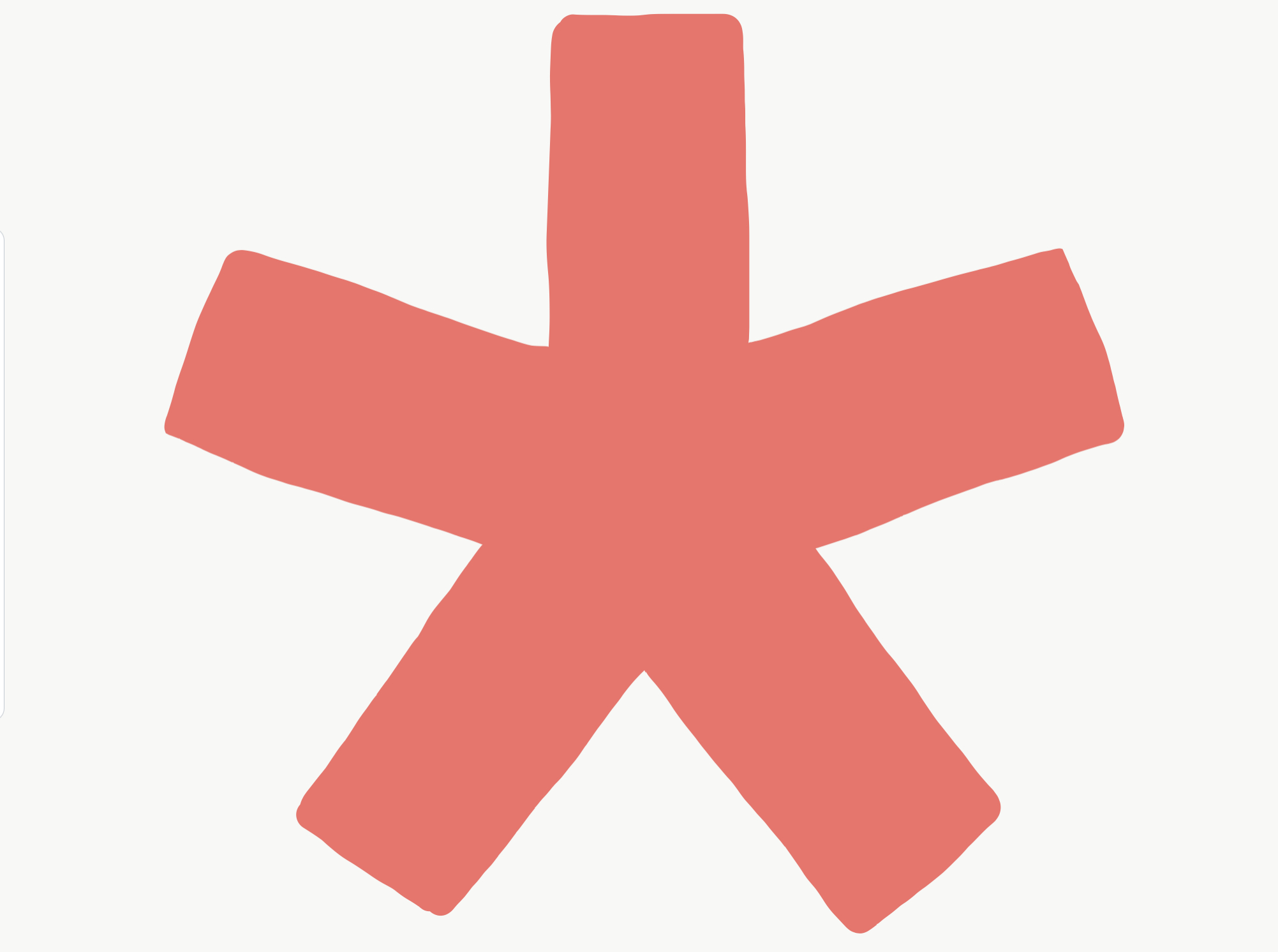
Звезда национал-консерватизма

- — Общество.Будущее;
- — Ямина.